# Платонови дијалози
| Вики књиге | Овај чланак је кандидат за премештање на Вики књиге. Уколико овај чланак може бити измењен у енциклопедијски чланак, молимо вас урадите то и обришите ову поруку. У супротном, помозите и пребаците овај чланак у Вики књиге. |

Овај додатак служи за прво оријентисање о садржају Платонових дијалога који су по абецедном реду уведени.
Платон је написао 13 писама 41 дијалог и једну књигу, која носи назив «Дефиниције»
На питање, које је од ових писаних дела написао Платон, било је још у антици дискутовано, Тако на пример једна група од шест малих дијалога и дефиниције, важила је још онда за лажне то јест да их Платон није написао.
У 19. веку, по почетку модерног Платоновог истраживања, поставља се питање, које поједине дијалоге саставио, избила је једна јака дискусија при чему су ондашњи дијалози као лажни приписивани, чија се оригиналност не може порећи. Сигурно је да од 35 дијалога (ако одузмемо шест који нису прави) најмање 25 је сам Платон саставио, пар дијалога је још увек недоказано. 
Још од 19. века мучи научнике само једно питање, које године је Платон почео да пише поједине дијалоге? На ово питање како би се рекло, по апсолутно хронолошким путем његових дела, ни у ком случају се не може доћи до сигурног одговора. Претпоставља се да је Платон почео да их пише тек 399. п. н. е. после Сократове смрти. 
Најважније и мање или више неоспоран резултат говорне статистике је; узимање три групе Платонових дијалога: 
1. Рани Дијалози 2. Средњи Дијалози и 3. Касни Дијалози, те три поделе стварају темељ дискусије о хронологији. 

## Алкибијад
Алкибијад I. (Alkibiades I.)
Сумња се да је оригиналан (није доказано да је Платон написао) „питање о самопознавању”

### Апологија=Одбрана Сократова
Апологија
Платоново приказивање три изјаве које је Сократ у својој одбрани припремио, како квари омладину, не поштује богове и сем тога уводи нове богове. У првој изјави приказује Сократ опширније и образлаже стил своје филозофије. Да би разумели Делфско пророчиште, које га сматра за најмудријег човека, проверава Сократ мудрост угледних грађана Атине, и закључује, да су се они умислили да знају нешто о томе, у чему се састоји добар и успешан живот.
Сократова мудрост се састоји у томе, да је свестан свог незнања. Филозофски испит је помоћу разумевања мотивисан, да један неиспитан живот није вредан живота. Пошто су га судије прогласиле кривим, Сократ захтева у другој изјави да му, као казну, дају највеће Атинско одликовање, зато што је кроз испитивање грађана Атине дошао до непроцењивог рада. Након те његове дрске изјаве, судије су се разљутиле и тражиле су да се одмах изврши пресуда. У трећој изјави Сократ реагује смирено и опуштено, јер за човека који је водио нормалан живот, смрт није зло.

## Кармидес
Кармидес
Апоретски и компликовани дефиницијски дијалог о питању, шта је обазривост? Који доводи до једне диференцијалне дискусије, шта значи самог себе познавати. Након три покушаја младог Кармидеса, да одговори на питање, шта је обазривост, побијени су од стране Сократа (обазривост је један начин одмора, обазривост је стид, обазривост је, њено постојање).

### Еутидем
Еутидем
Сократ у жустрој агресивној расправи са двојицом софиста о питању, шта би могао човек паметно да научи омладину? Платон суочава Сократеса са озбиљном потражњом истине са еристичном методом софиста, који се хвале, да сваку тезу могу са лакоћом да оборе.

## Еутифрон
Еутифрон
Апоретски дефиницијски дијалог са свештеником Еутифроном о питању, шта је побожност. Након више узалудних покушаја да се дефинише побожност, јасно је, да се побожност без знања праведности не може одредити.

### Закони
Закони
Један јако важан разговор од 12 књига, између три старија човека на путу ка Зевсовој светињи, на питање, о претпоставкама које морају да се испуне, ако би човек хтео да оснује једну државу или град. Циљ једног узорног законика мора да има врлину тога града (књига I-III). Један добар град зависи од спољашњих услова, као нпр. Права величина или место на коме се налази тај град.

## Горгија
Горгија
Сократ у једној жустрој и агресивној расправи са тројицом софиста о питању, како би човек требало да живи?
У разговору са познатим реторичарем Горгијом о питању, шта је реторика и шта би могао да подучава један реторичар своје ученике, Горгија заступа свој став, да учитељ реторике додуше није стручњак за ствари о којима он говори, али би зато његови ученици кроз реторику, били у стању да донесу компетентну одлуку о добрим и важнијим стварима у животу. Сократ упућује даље, да је знање о томе неизбежно, шта је правда а шта неправда, шта је добро и шта је лоше. У расправи са софистом Полосом аргументује Сократ о томе, да говорници не могу да раде оно што би стварно желели, јер човек ради нешто само онда када он то стварно жели, ако уопште зна, шта је човеку стварно у животу од користи, и како би човек требало да живи. Очигледно је то, да тај софиста то није знао. Реторичар је у ствари јако моћан, јер он кроз своју реторику може да убеди људе са свог стања гледишта; али докле год он стварно не зна да ли је тај његов став тачан, може да му та његова убедљива моћ донесе исто толико штете као и користи.
Сократ аргументује тезу, да је боље неправду трпети, него неправду чинити. Људска се срећа не састоји само у томе, по могућности дуго живети, него у томе добро живети. Дијалог се завршава са једном легендом, о судбини душе након човечије смрти. 

### Хипија Већи
Хипија maior (такође: Hippias I. или велики Hippias)
О његовој не доказаној оригиналности апоретски дефинисаном дијалогу између Сократа и славног софисте Хипијаса, о лепоти. Хипијас, који је одржао једно предавање о лепоти, а на захтев Сократа да објасни шта је лепота, није могао да да објашњење. 
Објашњење је пропало зато што се Хипијас, иако подучаван од Сократа категорички противио да дефинитивно да тачан одговор на то питање. 

## Хипија Мањи
Хипија minor (такође: Hippias II. или мали Hippias)
О његовом несигурном оригиналу, расправа између Сократа и тог уображеног софисте Хипијаса о одређивању преваре и лажи. 

### Ион
Ион
Тај певач Ион, који себе сматра великим Хомеровим интерпретом свих времена, након разговора са Сократом увидео је, да је додуше могуће да интерпретира Хомера, али само ако се налази у једном стању „божанског лудила“, али да о певању нема појма.

## Кратил
Кратил
Овај филозофски дијалог дискутује питање, да ли имена са којима ми ствари означавамо, могу било шта о тим стварима сама да кажу, или не. 

### Критија
Критија грчки (Κριτίας) 
Недовршена прича о пореклу Атине, и некад у мору потонулог острва Атлантида. Платон приписује то Тимаису, описивање идеалне државе Атлантиде.

## Критон
Критон
Критон посећује свог пријатеља Сократа у затвору и покушава да га наговори да побегне. Сократ не бежи, јер за њега циљ живота није, што је могуће дуже живети, него правилно живети. 

### Лахес
Лахес
Апоретски дефиницијски дијалог између Сократа и двојице војсковођа Лахеса и Никијаса о дефиницији храбрости. Питање: коме би могао човек да поверује, и да му да децу на одгајање, доводи до против питања; ко уопште поседује знање о томе, о чему би требало децу подучавати. Ова дискусија води до питања о стручном знању, а пошто су то двоје војсковођа стручњаци у вођењу рата, морали су да буду у стању да одговоре Сократу на питање, шта је храброст. Нити одговор; храброст је стабилност пред непријатељем, нити одговор; храброст је једна душевна издржљивост, која доводи до критичног питања са Сократовог гледишта. Задњи одговор; храброст је једна форма мудрости, такође не успева због тога што: храброст треба разликовати од осталих формалних врлина, и да специфичност храбрости буде јасна. 

## Лисид
Лисид
Апоретски и компликовани дефиницијски дијалог, у коме Сократ води разговор са двојицом младића о питању: шта је пријатељство, односно на основу чега се заснива једно пријатељство. Јасно је, да само они прави пријатељи могу да буду, она двојица који то стварно желе, што истински добро и њима припада.

### Менексен
Менексен
О његовој оригиналности понекад оспоравани, иронични, фиктивни и патетски говор, од стране Сократа палим борцима у Коринтском рату (који се одиграва тек након Сократе смрти)

## Менон
Менон
Апоретски дефиницијски дијалог. Сократ разговара са Меноном, једним учеником од софисте Горгијаса, о питању: да ли врлина може да се научи? Пошто се ово питање да само одговорити, ако се пре тога разјасни, шта је једна врлина, и захтева Сократ од Менона да му дефинише врлину. Менон се противи и образложава његову противност са тиме, што врлину може само онда да дефинише, ако већ било како зна шта је врлина, јер ако човек не зна шта тражи, не може ни да установи шта тражи. Менон остаје незадовољан, да би се упустио у то питање да му дефинише врлину, он тражи агресивно од Сократа да му одговори о поучности врлине. Њих двоје су се договорили да прво испитају, да ли је врлина једно знање, јер само онда, ако је врлина знање, може се и научити. Са аргументима који доказују да врлина није знање, завршава се овај дијалог.

### Парменид
Парменид
У првом делу су проблеми једне науке о идеји избачени, који не могу да се непосредно реше. У другом делу долази до тешке и опширне дискусије о питању јединствености и многобројности и учешћа једног на више.

## Федон
Федон
Сократов последњи дан у затвору непосредно пред извршењем казне, где он у разговору са својим пријатељима о питању, о бесмртности душе. Сократ се не боји смрти, јер филозофија, којој је он сав свој живот посветио, није ништа друго него унутрашње чишћење и једно вежбање о смрти, одвајање бесмртности душе од тамнице и тела. Уколико је он доспео до свог циља са смрћу. Да би показао бесмртност наставља даље. Пошто је душа разлог живота мора појам разлога тачно да се одреди. То што је разлог живота, мора само да буде живо. Пошто се живот супротставља смрти, такође и душа не може смрт да прихвати, исто као када би један паран број постао непаран. Шта не може да прихвати смрт, то је бесмртност. Дијалог се завршава са једном легендом о животу душе на оном свету и о једном дирљивом опису Сократове смрти. 

### Федар
Федар
Сократ разговара са Федаром, једним присталицом говорника Лусиаса, о Еросу, а питање је: како би човек тачно говорио о Еросу. У закључку другог дела размишљање о реторици и филозофији.

## Филеб
Филеб
Полазећи од комплексних метафизичких размишљања било би питање: да ли би један радостан живот, био бољи од једног живота знања, кроз једну опширнију диференцијалну анализу различитих радосних форми, и појединих разликовања појма о знању одлазећег одговора, да се један добар живот састоји од мешавине радости и знања.

### Државник
Државник (такође: председник, Politikos) 
Питање о дефиницији председника и о његовом карактеристичном знању, доноси једно поновно примање уставне дискусије из државе.

## Протагора
Протагора
Различито вођена расправа између Сократа и славног софисте Протагоре о питању: како би човек требало да живи; да ли врлина може да се научи, у чему се састоји јединица врлине и какву функцију има знање о врлини. По једном опширном уводу, у коме је Платон славне софисте и њихове ученике жељних знања иронично и вицкасто окарактерисао, почиње Сократ разговор са Протагором о томе, да ли је захтев софиста оправдан, да постану учитељи врлине. Питање остаје не одговорено, како се поједине врлине понашају једна према другој, и да ли су једна једнина врлине, можда мудрост односно знање. 

### Софист
Софиста
Питање о одређивању софиста води ка питању: шта човек разуме под бивством, јер софиста је одређен као неко који једну светлост од једне ствари зна да произведе; једну светлост створити значи, рећи нешто што није; да би разумели шта значи, да нешто ништа није, мора се разјасни шта значи, нешто је, односно шта под постојећем или бивством треба разумети. На питање о значењу бивства води ка једној критици о четири метафизичких пројеката, који изјављују о бивству. Монизам (тај мисли, само је један), Дуализам (тај мисли, да екзистирају само два бивства), Материјализам (по томе егсистира, само шта је материјално) и Идеализам (по томе само шта је реално, и шта је идејно).

## Држава
Држава (такође: Respublica или Politeia)
Десет књига. О обарању представљене тезе од софисте Трасимахоса, да онај који је неправедан, води срећнији живот, од онога који је праведан (апоретска дискусија у I. књизи о питању, шта је праведност). Понеки интерпрети мисле да је у првој књизи почетак сопственог апоретског дефинисаног дијалога о питању праведности. II-IV описује Платон углавном устав једног идеалног Полиса (Државе) и о питању о праведном владару. Књига X. описује опширније већ наведено у књизи II-III критику о песништву и уметности уз помоћ књига V-VII у којима је већ развијена идејна претпоставка, и то дело се завршава једном легендом о животу душе на оном свету. Књига V-VII одређује четири формалне могућности о пропадању државе. Књига VIII-IX води до закључног доказа о тој тези, да само онај који је праведан може да буде срећан, јер се његова душа налази у хармонији, и разум тежи ка добром. 

### Гозба
Гозба (Симпозиум) 
На једном слављу у част Агатона, једном песнику трагедије, одржава се говор о Еросу. Након првог говора, који остаје у оквиру Грчке митологије, наставља се други у коме Агатонов пријатељ брани Атинску педерастију, и једна трећа, у коме један лекар покушава да природном науком интерпретира Ероса.

## Тетем
Тетем
Апоретски дефинисани дијалог о питању, шта је знање, односно сазнање. О обарању тезе о знању, знање је опажање, и знање је истинско мишљење.

### Трасимахос
Трасимахос (Thrasymachos): погледај под држава

## Тимеј
Тимеј
Платонова природна филозофија са покушајем једног консеквентног математичког описа света, који уосталом лежи на претпоставкама од идеја.